# غوفر ركامي
غوفر ركامي (الاسم العلمي:Thomomys subg. Thomomys) هو ضرب من الحيوانات يتبع جنس الغوفر جيبي من فصيلة الغوفرية.

## أنواع
- غوفر وايومنغ (الاسم العلمي:Thomomys clusius)
- غوفر أيداهو (الاسم العلمي:Thomomys idahoensis)
- غوفر غربي (الاسم العلمي:Thomomys mazama)
- غوفر جبلي (الاسم العلمي:Thomomys monticola)
- غوفر شمالي (الاسم العلمي:Thomomys talpoides)